# Sommer-Paralympics 2008/Teilnehmer (Südkorea)
| stlisierte Goldmedaille | stlisierte Silbermedaille | stlisierte Bronzemedaille |
| ----------------------- | ------------------------- | ------------------------- |
| 10                      | 8                         | 13                        |

Südkorea nahm mit 85 Sportlern an den Sommer-Paralympics 2008 im chinesischen Peking teil.
Fahnenträger bei der Eröffnungsfeier war der Powerlifter Jong-Chul Park. Erfolgreichste Teilnehmer der Mannschaft waren der Bocciaspieler Keon-Woo Park und der Sportschütze Ji-Seok Lee mit jeweils zwei Goldmedaillen. Das meiste Edelmetall gewann der Leichtathlet Suk-Man Hong mit einer Gold- und drei Bronzemedaillen.

## Medaillen

### Medaillenspiegel
| Medaillenspiegel Südkorea |                            |                              |                           |                           |        |
| Platz                     | Sportart                   | Goldmedaille – Olympiasieger | Silbermedaille – 2. Platz | Bronzemedaille – 3. Platz | Gesamt |
| 1                         | Schießen                   | 4                            | 3                         | 2                         | 9      |
| 2                         | Bogenschießen              | 2                            | 1                         | -                         | 3      |
| 3                         | Boccia                     | 2                            | -                         | 1                         | 3      |
| 4                         | Tischtennis                | 1                            | 2                         | 4                         | 7      |
| 5                         | Leichtathletik             | 1                            | -                         | 3                         | 4      |
| 6                         | Radsport                   | -                            | 1                         | 1                         | 3      |
| 6                         | Schwimmen                  | -                            | 1                         | 1                         | 2      |
| 8                         | Powerlifting (Bankdrücken) | -                            | -                         | 1                         | 1      |
| Total                     | Total                      | 10                           | 8                         | 13                        | 31     |

## Teilnehmer nach Sportarten

### Boccia
Frauen
- Heui-Za Park
- Bo-Mee Shin *

Männer
- Ho-Won Jeong *, 1×  (Gemischtes Einzel, Klasse BC3)
- Dong-Hwan Chin
- Jin-Han Kim
- Cheol-Hyeon Kwon
- Jae-Suk Park
- Keon-Woo Park *, 1×  (Gemischtes Einzel, Klasse BC3)

|* Mannschaftswettbewerbe
| Gemischtes Team Klasse BC3 (Gold )           |
| -------------------------------------------- |
| - Ho-Won Jeong - Keon-Woo Park - Bo-Mee Shin |

### Bogenschießen
Frauen
- Ki-Hee Kim *
- Ran-Sook Kim *
- Hwa-Sook Lee *, 1×  (Recurve Einzel stehend)

Männer
- Seong-Pyo An
- Tae-Sung An
- Hyun-Kwan Cho
- Sung-Kil Go
- Young-Joo Jung *
- Hong-Kyu Kim
- Hyun-Ju Kweon
- Hong-Gu Lee *
- Ouk-Soo Lee
- Young-Bae Yoon *

|* Mannschaftswettbewerbe
| Frauen Recurve Offen (Silber )             | Männer Recurve Offen (Gold )                    |
| ------------------------------------------ | ----------------------------------------------- |
| - Ki-Hee Kim - Ran-Sook Kim - Hwa-Sook Lee | - Young-Joo Jung - Hong-Gu Lee - Young-Bae Yoon |

### Fußball (5er Teams)
| Männer |
| --- |
| - Suk Hur - Jun-Min Ji - Woo-Hyun Jo - Jae-Sik Kim - Jung-Hoon Kim - Kyung-Ho Kim - Jin-Won Lee - Yong-Kyun Oh - Meong-Su Park - Jong-Suk Yoon |

### Judo
Männer
- Jung-Min Park

### Leichtathletik
Frauen
- Min-Jae Jeon

Männer
- Duk-Ho Hong
- Suk-Man Hong *, 1×  (400 Meter, Klasse T53), 2×  (200 Meter, 800 Meter; Klasse T53)
- Dong-Ho Jung *
- Gyu-Dae Kim *
- Yun-Oh Lee
- Se-Ho Park
- Byung-Hoon Yoo *

 
|* Staffelwettbewerbe
| Männer 4×100 Meter Klasse T53/54 (Bronze )                   |
| ------------------------------------------------------------ |
| - Suk-Man Hong - Dong-Ho Jung - Gyu-Dae Kim - Byung-Hoon Yoo |

### Powerlifting (Bankdrücken)
Frauen
- An-Sun Son
- Jin-Kyoung Yun

Männer
- Duk-Hwan Bong
- Keum-Jong Jung, 1×  (Klasse bis 56 kg)
- Jong-Chul Park

### Radsport
Männer
- Hang-Duk Cho
- Yong-Sik Jin, 1×  (Einzelverfolgung Bahn, Klasse CP3), 1×  (Einzelzeitfahren Straße, Klasse CP3)

### Rollstuhlfechten
Männer
- Gi-Hong Kim

### Rollstuhltennis
Frauen
- Young-Suk Hong
- Myung-Hee Hwang

Männer
- Ha-Gel Lee
- Sang-Ho Oh

### Rudern
Frauen
- Jong-Rye Lee

### Schießen
Frauen
- Young-Ee Bae
- Im-Yeon Kim, 1×  (50 Meter Sportgewehr, Klasse SH1)
- Yoo-Jeong Lee
- Yun-Ri Lee, 1×  (50 Meter Sportgewehr, Klasse SH1)
- Aee-Kyung Moon, 1×  (10 Meter Luftpistole, Klasse SH1)

Männer
- Tae-Ho Han
- Sung-Won Jang
- Ji-Seok Lee, 2×  (10 Meter Luftgewehr stehend + liegend, Klasse SH2)
- Ju-Hee Lee, 1×  (50 Meter Freie Pistole, Klasse SH1), 1×  (10 Meter Luftpistole, Klasse SH1)
- Sea-Kyun Park, 1×  (50 Meter Freie Pistole, Klasse SH1)
- Jae-Yong Sim, 1×  (10 Meter Luftgewehr liegend, Klasse SH1)
- Ho-Gyoung You

### Schwimmen
Frauen
- Na-Mi Choi
- Ji-Eun Kim

Männer
- Kwon-Sik Lee
- Woo-Geun Lim
- Byeong-Eon Min, 1×  (50 Meter Rücken, Klasse S3), 1×  (50 Meter Freistil, Klasse S3)
- Jong-Man Park

### Tischtennis
Frauen
- Hyun-Ja Choi
- Ji-Nam Jung
- Sung-Hye Moon, 1×  (Einzel, Klasse 4)
- Yu-Rim Na

Männer
- Jae-Kwan Cho *, 1×  (Einzel, Klasse 1)
- Kyoung-Sik Choi *
- Young-Ill Jeyoung
- Eun-Chang Jung *, 1×  (Einzel, Klasse 4/5)
- Byoung-Young Kim *
- Jeong-Seok Kim
- Kong-Yong Kim *
- Kyung-Mook Kim *, 1×  (Einzel, Klasse 2)
- Young-Gun Kim
- Hae-Kon Lee *, 1×  (Einzel, Klasse 1)

|* Mannschaftswettbewerbe
| Männer Klasse 1/2 (Bronze )                                   | Männer Klasse 4/5 (Gold )                             |
| ------------------------------------------------------------- | ----------------------------------------------------- |
| - Jae-Kwan Cho - Kong-Yong Kim - Kyung-Mook Kim - Hae-Kon Lee | - Kyoung-Sik Choi - Eun-Chang Jung - Byoung-Young Kim |